# Jacobus Florii
Jacobus Flori, ook Jacobus Florii (ca. 1550 in Maastricht (?) - werkzaam tussen 1571 en 1588) was een componist uit de Franco-Vlaamse School van polyfonisten.

## Leven en werk
Jacobus is vermoedelijk de zoon van Francesco Flori de Oude (of Franciscus Florius) en groeit bij zijn vader op, die van 1557 tot 1588 in München werkt, waar in 1556 ook Orlando di Lasso is aangesteld. In de aanhef van zijn voorrede tot de bundel Modulorum aliquot ... stelt Flori zich voor:
- 'Cum recte moneat proverbium 'Quam quisquis didicit artem, in hac se exerceat’, visus sum facere non inconsulto si in id studium meas curas, tempus, operam & industriam conferrem, in quo ab ineunte inde usque aetate & a teneris (ut aiunt) unguiculus quasi cum matris lacte enutritus essem, idque sub eo praeceptore, qui citra controversiam omnimu superiorum aetatum musicorum facile princeps haberi posset, Orlando di Lasso, musicae harmoniae apud illustrissimum Bavariae ducem praefecto & doctore'.
- Aangezien het spreekwoord terecht vermaant ’Laat ieder zich oefenen in die kunst die hij geleerd heeft’, heb ik klaarblijkelijk niet onberaden gehandeld, telkens als ik mijn aandacht, mijn tijd, mijn moeite en mijn ijver juist aan die kunst heb besteed, waarin ik onophoudelijk vanaf het begin van mijn leven, ja van kindsbeen af (zoals men zegt) als met de moedermelk ben gevoed; en dat onder die leermeester, die men onbetwistbaar van alle oudere musici stellig als de beste ziet, Orlando di Lasso, leider en meester van de vocale muziek bij de illustere Hertog van Beieren (vertaling en transcriptie van het Latijnse origineel, ontleend aan Jan Willem Bonda, zie bronnen en referenties).

Hij heeft van 1572 tot 1574 gewerkt in 's-Hertogenbosch als bascontre in dienst van de Illustre Lieve Vrouwe Broederschap. In die stad leert hij kanunnik Balthasar de Bont kennen, aan wie hij de bundel Modulorum aliquot ... opdraagt (waarvan de publicatie misschien door de kanunnik als mecenas financieel werd gesteund). Hij wordt voorts aangetroffen in Stuttgart en Hechingen. Flori was ook een tijdlang verbonden aan de hofkapel in Innsbruck. In 1575 keert hij tijdelijk naar de Nederlanden terug. In 1599 verschijnt van hem een bundel met 13 motetten en 8 magnificats, opgedragen aan de bisschop van Salzburg - zijn werkgever als kapelmeester - die de opdracht echter afwijst, waarna Flori opnieuw naar de Nederlanden terugkeert. In een Münchense bron wordt een Jacob Flori genoemd, die twaalf gulden ontvangt voor een mis , mogelijk de Missa 'Deus in nomine tuo' . Jacobus componeert voor het overige de missen St, st, st non pii dormir en Deus in nomine tuo.

## Modulorum aliquot ...
Flori’s driestemmige bundel Modulorum aliquot tam sacrorum quam prophanorum cum tribus vocibus [...], liber unus, uitgegeven bij de Leuvense Petrus Phalesius in 1573, bevat naast 9 Latijnse motetten (geestelijke werken), vooral 24 Nederlandse liederen, waaronder 15 vroede en schriftuurlijke (geestelijke), 6 amoureuze (liefdesliederen) en 3 zotte (over knotsgekke toestanden), waarmee hij gerekend kan worden tot de meest vruchtbare componisten van die tijd van muziekstukken op Nederlandse tekst. Muziek op Nederlandse tekst was toen immers geen exportproduct (meer). Acht teksten schijnen aan de liederen van Noé Faignient te zijn ontleend. Het betreft bij uitstek kamermuziek, bestemd voor een publiek van thuismusicerende amateurs. Buiten deze ene bron zijn geen Nederlandse liederen van Flori bewaard gebleven.
- Gemeinsame Normdatei: 132046709
- MusicBrainz: 817be01e-829e-4c7a-b37b-af26cfecc40d
- Virtual International Authority File: 252122553